# Cryoturris fargoi
Cryoturris fargoi är en snäckart som beskrevs av McGinty 1955. Cryoturris fargoi ingår i släktet Cryoturris och familjen kägelsnäckor. Inga underarter finns listade i Catalogue of Life.